# XVII edició de la Mostra de València
La XVII edició de la Mostra de València, coneguda oficialment com a XVII Mostra de València - Cinema del Mediterrani, va tenir lloc entre el 10 i el 17 d'octubre de 1996 a València. Les projeccions es van fer a les sis sales dels Cines Martí de València. Es van projectar un total de 96 pel·lícules, de les que 26 (el 27 %) no són de països mediterranis: 16 a la secció oficial, 10 a la secció informativa, 5 a la secció especial, 11 de l'homenatge a Naguib Mahfuz, 23 de l'homenatge a Roberto Rossellini, 12 de l'homenatge a Amparo Rivelles, 11 del "Ciclo Fantasmas Chinos" (cinema fantàstic de Hong Kong), 6 del Cicle Temps Postmoderns i 2 al Seminari de cinema, mitjans audiovisuals i periodisme. El cartell d'aquesta edició seria fet per Ibán Ramón. Alhora es va presentar la reedició del llibre Roberto Rosselini de José Luis Guarner i una exposició de fotografies d'aquest director amb la col·laboració de Cinecittà.
La gala d'inauguració fou presentada per Magüi Mira i Esperanza Velasco, es va retre homenatge a Lauren Bacall i Amparo Rivelles i es va estrenar amb primícia Tranvía a la Malvarrosa de José Luis García Sánchez, i en la que hi van estar presents els seus protagonistes: Liberto Rabal, Ariadna Gil, Vicente Parra, Juan Luis Galiardo i Antonio Resines. La gala de clausura fou presentada per Ana Duato i Antonio Valero i es va projectar la pel·lícula guanyadora.

## V Congrés Internacional de Música al Cinema
Alhora s'hi va celebrar el V Congrés Internacional de Música la Cinema, en el que es volia reconèixer el paper de la música al cinema. Fou nomenat president honorífic el polític valencià José Rafael García-Fuster González-Alegre, i es va retre homenatge a Luis Bacalov i a Miquel Asins Arbó. El concert inaugural interpretat per l'Orquestra de València al Palau de la Música de València fou dirigit per Michael Kamen amb una interpretació de quartet dirigida per Bacalov. Hi participarien, a més, Michael Kamen, Pierre Jansen, Manuel De Sica, Carles Cases i Pujol, Teddy Bautista i Suso Saiz.

## Pel·lícules exhibides

### Secció oficial
- Les Sœurs Hamlet d'Abdelkrim Bahloul
- Anđele moj dragi de Tomislav Radić
- Leila Sahina d'Atef al-Tayyeb
- Carmen de Metod Pevec
- Perdona bonita, pero Lucas me quería a mí de Dunia Ayaso i Félix Sabroso
- La camisa de la serpiente de Toni Canet
- Les Aveux de l'innocent de Jean-Pierre Améris
- Pondichéry, dernier comptoir des Indes de Bernard Favre
- Akropol de Pantelis Vulgaris
- Clara Hakedosha d'Ari Folman i Ori Sivan
- Festival de Pupi Avati
- Ivo il tardivo d'Alessandro Benvenuti
- Al Sheika de Leyla Assaf-Tengroth
- Haifa de Rashid Masharawi
- O Ilhéu de Contenda de Leão Lopes
- Essaïda de Mohamed Zran

### Secció informativa
- Rigor mortis de Koldo Azkarreta
- Coup de vice de Patrick Levy
- El vuitè dia de Jaco Van Dormael
- Il tocco - la sfida d'Enrico Coletti

### Secció especial
- Microcosmos : Le Peuple de l'herbe de Claude Nuridsany i Marie Pérennou
- Nerolio d'Aurelio Grimaldi
- O sole mio de Giacomo Gentilomo
- Escrit en el vent de Douglas Sirk

### Homenatges
a Roberto Rossellini
- Roma, ciutat oberta (1945)
- Paisà (1946)
- Alemanya, any zero (1948)
- Stromboli terra di Dio (1950)
- La macchina ammazzacattivi (1952)
- Dov'è la libertà...? (1954)
- Viatge a Itàlia (1954)
- La por (1954)
- Celluloide (1995) de Carlo Lizzani

A Naguib Mahfuz
- Bayn el kasrain (1964) de Hassan al-Imam
- Kasr El Shawk  (1967) de Hassan al-Imam
- Al Sokkareyah (1973) de Hassan al-Imam

a Amparo Rivelles
- Malvaloca (1942) de Lluís Marquina i Pichot
- Deliciosamente tontos (1943) de Juan de Orduña
- La fe (1947) de Rafael Gil Álvarez
- Mr. Arkadin (1955) d'Orson Welles
- Hay que deshacer la casa (1986) de José Luis García Sánchez

### Cicle Fantasmes xinesos
- Una història xinesa de fantasmes (1987) de Tony Ching

## Jurat
Fou nomenada president del jurat l'escriptor cubà Guillermo Cabrera Infante i la resta del tribunal va estar format per l'escriptora algeriana Aïcha Lemsine, l'actor català Pepe Martín, l'actriu francesa Eva Darlan, el crític italià Giovanni Grazzini i el director libanès Jean-Claude Codsi.

## Premis
- Palmera d'Or (2.000.000 pessetes): Les Sœurs Hamlet d'Abdelkrim Bahloul [10][11][12]
- Palmera de Plata (800.000 pessetes): Festival de Pupi Avati
- Palmera de Bronze (500.000 pessetes): Les Aveux de l'innocent de Jean-Pierre Améris
- Premi Pierre Kast al millor guió: Dunia Ayaso i Félix Sabroso per Perdona bonita, pero Lucas me quería a mí
- Menció a la millor interpretació femenina: Nataša Barbara Gračner per Carmen de Metod Pevec
- Menció a la millor interpretació masculina: Mohammad Bakri per Haifa de Rashid Masharawi
- Menció a la millor banda sonora: Giorgos Mouzakis per Akropol de Pantelis Vulgaris
- Menció a la millor fotografia: Tomislav Pinter per Carmen de Metod Pevec
- Premi del Públic: Johns de Scott Silver